# Amtsgericht Langenburg
Das Amtsgericht Langenburg mit Sitz in Langenburg ist eines von 108 Amtsgerichten in Baden-Württemberg. Es ist ein Gericht der ordentlichen Gerichtsbarkeit.

## Amtsgerichtsbezirk
Zum Gerichtsbezirk des Amtsgerichts Langenburg gehören die Städte und Gemeinden Blaufelden, Gerabronn, Kirchberg an der Jagst, Langenburg, Rot am See, Schrozberg und Wallhausen.

## Gerichtsgebäude
Das Amtsgericht befindet sich in der Bächlinger Straße 35 in Langenburg.

## Zuständigkeit und Aufgaben
Das Amtsgericht ist erstinstanzliches Zivil-, Familien- und Strafgericht. Beim Amtsgericht wird außerdem das Vereins- und Güterrechtsregister geführt. Als Vollstreckungsgericht ist es zuständig für alle Vollstreckungssachen, bei denen der Schuldner seinen Wohnsitz im Gerichtsbezirk hat.

## Übergeordnete Gerichte
Im Instanzenzug übergeordnet sind dem Amtsgericht Langenburg das Landgericht Ellwangen, das Oberlandesgericht Stuttgart und der Bundesgerichtshof.